# Blato, Trebnje
Blato este o localitate din comuna Trebnje, Slovenia, cu o populație de 96 de locuitori.